# Шило Володимир Сергійович
Володи́мир Сергі́йович Ши́ло (1979—2014) — прапорщик, Державна прикордонна служба України, учасник російсько-української війни.

## Життєпис
Народився 1979 року в смт Марківка (Луганська область).
Дільничний інспектор прикордонної служби Луганського прикордонного загону.
Загинув 10 серпня 2014-го під час обстрілу ТУ «Північ» «Градами» біля Юганівки. Тоді ж загинули старшина Давід Дзідзінашвілі, старший сержант Сергій Андрієнко та молодший сержант В'ячеслав Акутін.
Похований у смт Марківка Луганської області.

## Нагороди та вшанування
- 21 серпня 2014 року — за особисту мужність і героїзм, виявлені у захисті державного суверенітету та територіальної цілісності України, вірність військовій присязі під час російсько-української війни, відзначений — нагороджений орденом «За мужність» III ступеня (посмертно).
- його портрет розміщений на меморіалі «Стіна пам'яті полеглих за Україну» у Києві: секція 2, ряд 1, місце 38.
- вшановується на щоденному ранковому церемоніалі вшанування захисників України, які загинули за свободу, незалежність і територіальну цілісність нашої держави.[1]